# 2123 Vltava
2123 Vltava eller 1973 SL2 är en asteroid i huvudbältet som upptäcktes den 22 september 1973 av den rysk-sovjetiske astronomen Nikolaj Tjernych vid Krims astrofysiska observatorium på Krim. Den har fått sitt namn efter floden Vltava i Tjeckien.
Asteroiden har en diameter på ungefär 14 kilometer och den tillhör asteroidgruppen Koronis.